# Bulle (Fribourg)
Pour les articles homonymes, voir Bulle.
Bulle (prononcé : /byl/ ; en fribourgeois : Bulo ) est une localité et une commune suisse du canton de Fribourg, chef-lieu du district de la Gruyère. Elle est la deuxième ville la plus peuplée du canton après Fribourg.
L'agglomération de Bulle est constituée en 2007. À l'origine, elle comprend les communes de Bulle, Morlon, Le Pâquier, Riaz, et Vuadens. Elle s'agrandit en 2024 pour intégrer les communes de Broc, Echarlens, Gruyères et Marsens, totalisant environ 40 000 habitants.
En 2004, Bulle est classée au 1er rang des villes romandes où il fait bon vivre selon une étude de l'IDHEAP et L'Hebdo. En 2021, elle arrive également en 1re place pour le dynamisme économique d'après le magazine Bilan.

## Géographie

### Situation
Bulle est située au sud du canton de Fribourg, en bordure du plateau et des Préalpes fribourgeoises. Bulle est distante de 26 kilomètres de Fribourg, de 31 kilomètres de Vevey, de 48 kilomètres de Lausanne et de 58 kilomètres de Berne. La ville borde l'autoroute A12 (Berne-Vevey). Elle est au carrefour des routes de Vevey, de Fribourg, de la vallée de la Jogne et du Pays-d'Enhaut.

### Site
Située à environ 750 mètres d'altitude, la ville originelle s'étend sur une butte entourée de terrains marécageux, comme en témoignent les lieux-dits aux alentours : Palud, Léchère par exemple. Les quartiers modernes s'étendent de part et d'autre de cette butte, vers les contreforts de la Chia à l'ouest et sur la colline de Jéricho à l'est. Cependant, la ville de Bulle n'occupe de loin pas tout l'espace de la commune. Celle-ci couvre un territoire qui va des bords de la Sarine au pied du Moléson. Le point le plus bas de la commune (au bord de la Sarine) est à 679 mètres d'altitude, tandis que le point le plus haut culmine à 1 390 mètres d'altitude, sur la colline de la Chia.
La commune de Bulle mesure 23,87 km2. 21,6 % de cette superficie correspond à des surfaces d'habitat ou d'infrastructure, 46,2 % à des surfaces agricoles, 31,3 % à des surfaces boisées et 0,9 % à des surfaces improductives.

### Voies de communication et transports
Ville de carrefour, Bulle doit son développement récent à la construction de l'autoroute dans les années 1970.

#### Transports urbains
Depuis décembre 2010, Bulle dispose d'un réseau de transport en commun exploité par les Transports publics fribourgeois (TPF) ; il est constitué de trois lignes exploitées par des autobus. Le réseau est centré autour de la gare et dessert également les localités voisines de Riaz, Morlon, Vuadens et La Tour-de-Trême.

#### Réseau ferroviaire et bus régionaux

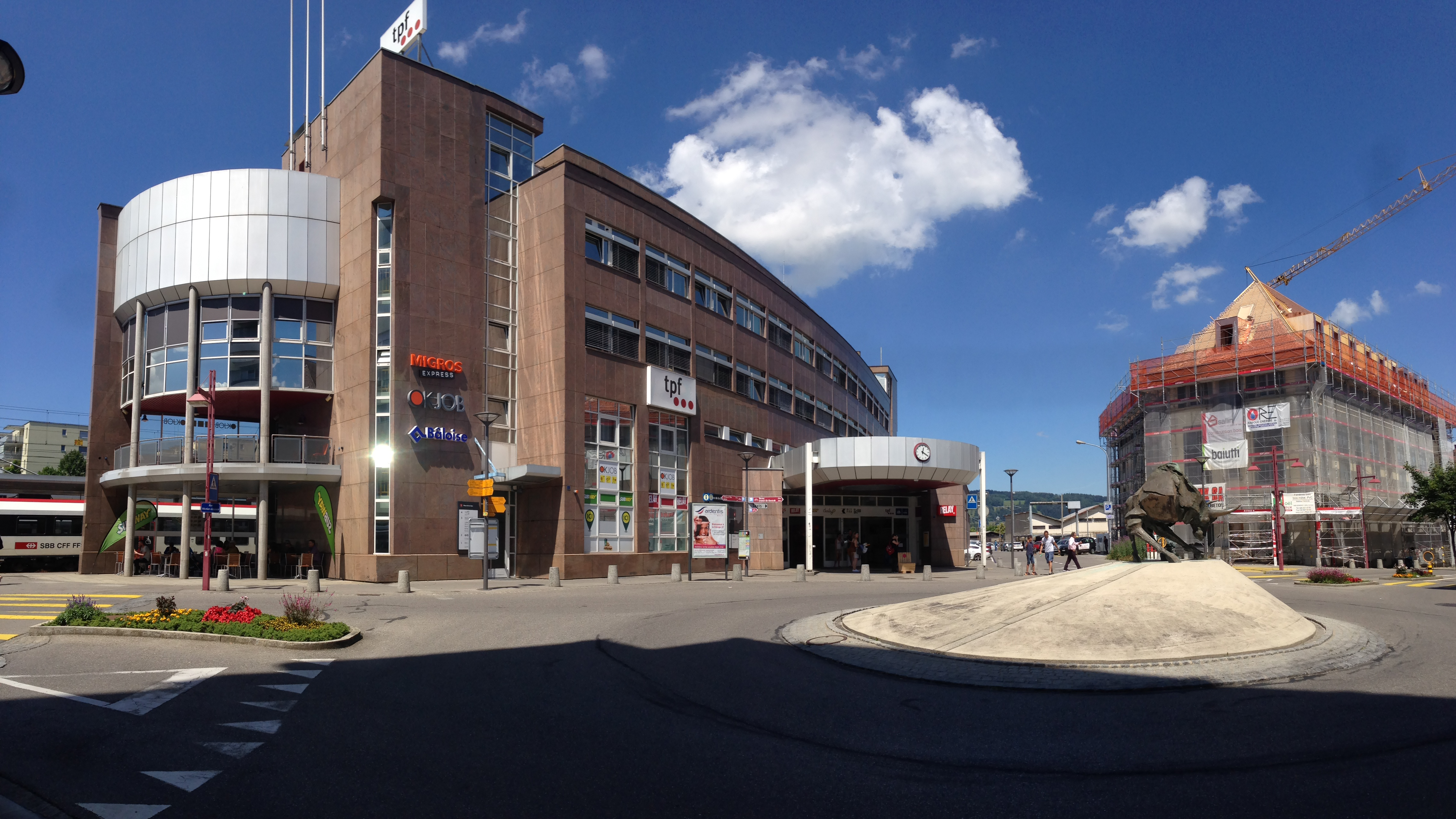
Gare ferroviaire de Bulle, en juillet 2016.

Bulle dispose d'une gare ferroviaire intégrée au RER Fribourg et d'une gare routière.
- Lignes ferroviaires à voie normale Broc - Bulle - Romont - Fribourg - Berne avec fréquence à la demi-heure, des Transports publics fribourgeois.
- Ligne ferroviaire à voie étroite Palézieux-Bulle-Montbovon des Transports publics fribourgeois.
- Lignes d'autocars (bus TPF)

#### Réseau routier
La ville est accessible par la sortie 4 de l'autoroute A12.
La route de contournement de Bulle H189, en service depuis 2009, permet de décharger le centre-ville du trafic de transit notamment vers Le Pâquier-Montbarry, Gruyères, et la vallée de l'Intyamon.

## Population

### Gentilé et surnoms
Les habitants de la commune se nomment les Bullois.
Ils sont surnommés les Crapauds, les Renailles et les Orgueilleux.

### Démographie
La commune compte 26 749 habitants au 31 décembre 2023 pour une densité de population de 1 121 hab/km2. Sur la période 2010-2023, sa population a augmenté de 41,2 % (canton : 22,6 % ; Suisse : 9,4 %). Au 31 décembre 2021, l’agglomération de Bulle compte 36 029 habitants. 

### Éducation
Les personnes qui vivent à Bulle peuvent suivre toutes leurs écoles, du niveau de l'école enfantine (voire de la garderie) jusqu'à la maturité, dans divers établissements de la place. En revanche, ils devront se rendre à Fribourg, faculté la plus proche, pour suivre des études universitaires.
- 3 écoles primaires à Bulle (La Condémine et La Léchère) et à La Tour-de-Trême
- 3 cycles d'orientation de la Gruyère (Bulle, la Tour-de-Trême et Riaz)
- 1 école professionnelle
- 1 gymnase (Collège du Sud)

L’Institut de hautes études de Glion, haute école privée, possède un campus à Bulle.

## Histoire

Armoiries de Bulle avant sa fusion avec La Tour-de-Trême.

Photo aérienne (1954).

On trouve quelques traces d'implantation humaine datant de la période de Hallstatt, cependant la préhistoire de la ville est mal connue. Bulle aurait été fondée avant le IXe siècle, dans l'actuel district de la Gruyère. Mais la ville, dépendant des princes évêques de Lausanne, ne faisait pas partie du Comté de Gruyère. Le premier écrit parlant de l'existence de Bulle, date de l'an 855 ; Bulle apparaît alors sous le nom de Butulum. Entre 1231 et 1239, la ville est dotée de remparts enfermant les deux rues originelles (Grand-Rue et Rue de Bouleyres) et le château est édifié quelques décennies plus tard. La ville est alors déjà une ville de marché. En 1536, la ville de Bulle passe aux mains de la ville de Fribourg qui crée le bailliage de Bulle avec les autres possessions de l'évêque de Lausanne dans la région, soit Riaz, La Roche et Albeuve.
En 1781, lors du soulèvement Chenaux parti de Bulle, Pierre-Nicolas Chenaux (1740–1781) marche en mai avec ses partisans sur Fribourg pour faire valoir des revendications sociales et économiques. Le 29 avril 1781, Pierre-Nicolas Chenaux dirige ses partisans réunis à Bulle à l’Auberge de l’Épée couronnée (aujourd’hui l’Hôtel du Cheval Blanc) et planifie un soulèvement et prévoit de prendre Fribourg.
Durant toute la période de l'Ancien Régime, la ville reste confinée dans ses remparts, à l'exception du faubourg de la porte d'En-Haut (actuelle Place des Alpes).

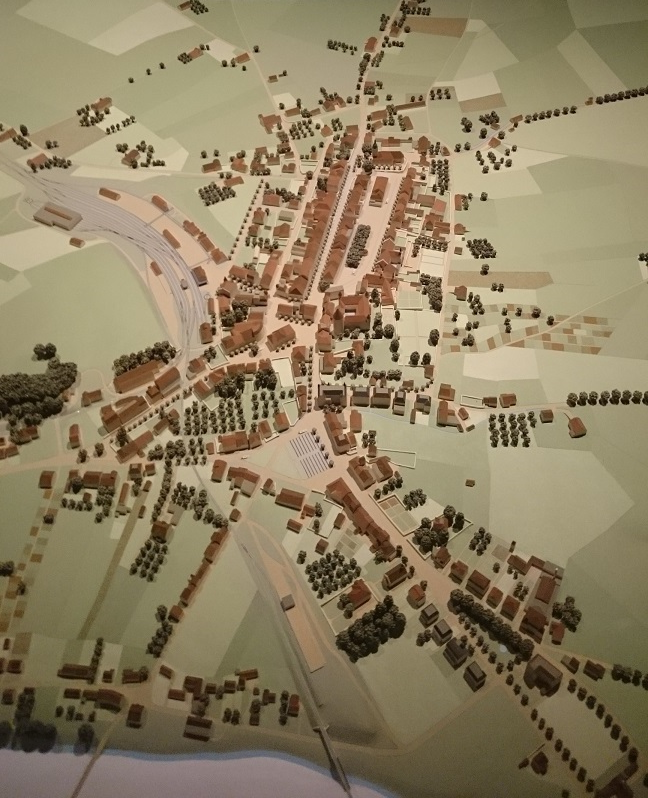
Bulle en 1914.

Le 2 avril 1805, en quelques heures, la ville de Bulle, qui comptait alors environ 1 200 habitants, est ravagée par un incendie qui détruit la quasi-totalité des bâtiments (généralement recouverts de tavillons ou bardeaux) ; au-delà des barrières linguistiques et religieuses, la population suisse se mobilise généreusement et envoie des aides et des sommes d'argent. Lors de la reconstruction, qui va durer un demi-siècle, une grande esplanade sera dégagée en lieu et place d'une rangée de maisons, formant l'actuelle Place du marché. En 1868, Bulle est raccordée au réseau ferré avec l'ouverture de la ligne Bulle-Romont. La ville poursuit son développement et devient la deuxième commune du canton vers 1880. Son désenclavement se poursuit avec l'ouverture de la route du col du Jaun en 1882. De nouveaux quartiers sont créés le long des axes routiers (Rue de Gruyères, Rue de la Gare, Rue Victor-Tissot).
En 1944, l'émeute de Bulle éclate : après l'arrestation par les autorités fédérales d'un boucher qui avait violé les règles de guerre sur le rationnement de la viande, jusqu'à un millier de personnes se rassemblent et harcèlent et battent les fonctionnaires bernois. Ils s'enfuient au château de Bulle et se barricadent dans la salle d'audience. Seule la protection de la police les sauve d'un mauvais sort : leurs voitures sont démolies. La presse et le gouvernement fribourgeois imputent l'incident à la « politique d'excès de pouvoir du gouvernement fédéral ». En 1945, un tribunal pénal fédéral siègeant à Fribourg condamne les 14 émeutiers accusés à de courtes peines de prison avec sursis.
C'est le raccordement au réseau autoroutier en 1981 qui va provoquer une forte augmentation de la population et un essor économique. Le cap des 10 000 habitants est franchi en 1995. De nombreux nouveaux quartiers sont créés autour du noyau ancien. En 2018, après la fusion avec La Tour-de-Trême, la ville abrite 23 739 habitants.
Le 26 septembre 2004, les habitants de Bulle ont accepté la fusion avec la commune de La Tour-de-Trême. Le 1er janvier 2006, cette fusion est entrée en vigueur.
Le Conseil communal comprend 3 PLR (Parti libéral-radical), 3 PSS (Parti socialiste suisse), 1 UDC (Union démocratique du centre), 1 Le Centre (Le Centre) et un membre indépendant.

## Économie

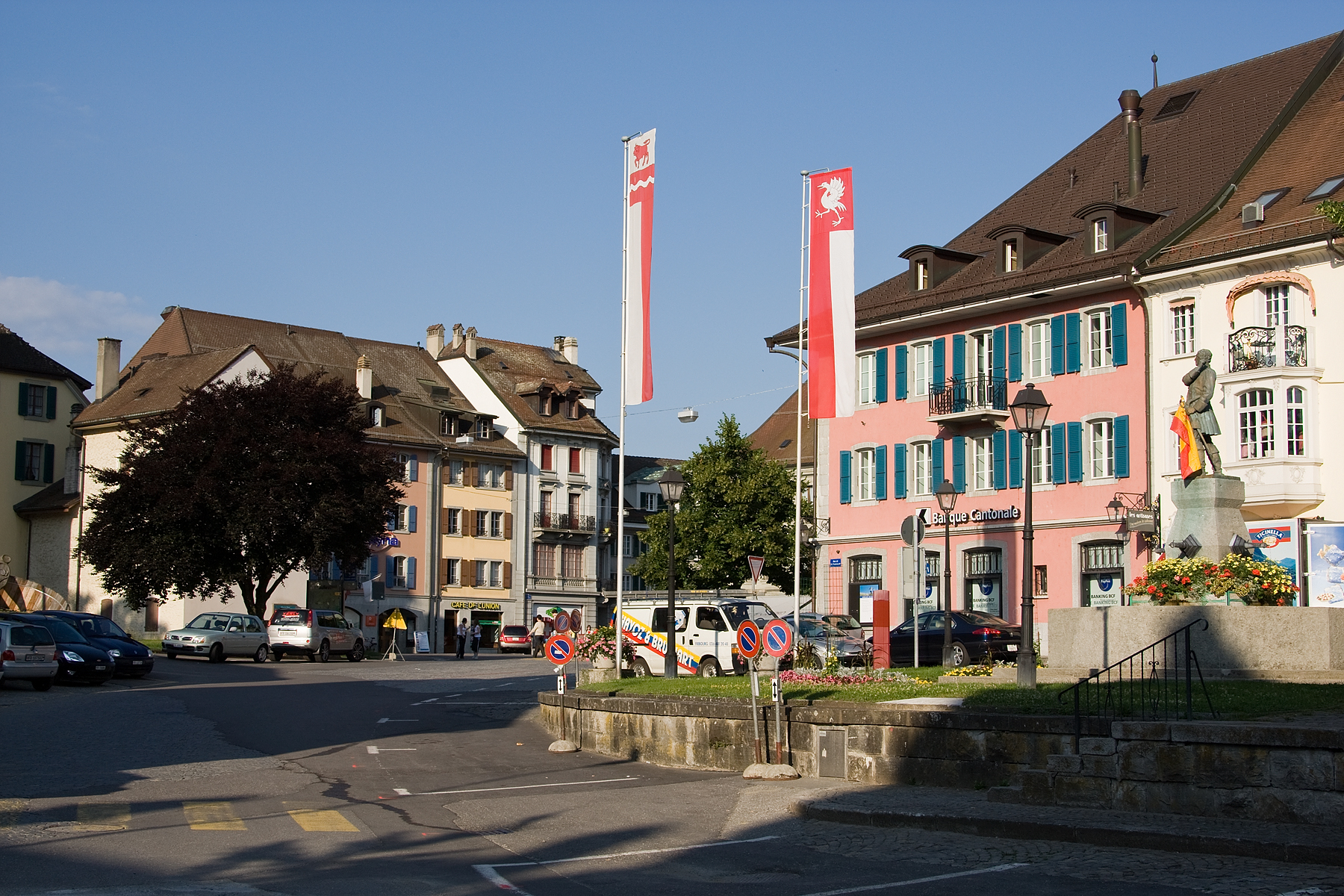
Place du Marché à Bulle.

Bulle est longtemps dépendante du secteur de l'agriculture, et organise des foires et marchés au bétail depuis au moins 1195. La ville mise ensuite également sur le tourisme et les secteurs secondaire et tertiaire. L'existence d'un bassin d'emploi important à Fribourg avec une université est essentielle pour le développement industriel.
Plusieurs entreprises importantes, des domaines de la construction métallique, de l'industrie pharmaceutique, de la construction de machines ou du prêt-à-porter sont présentes sur le territoire de la commune. Liebherr et Yendi y possèdent notamment leur siège.
Le groupe pharmaceutique belge UCB Pharma emploie 600 salariés à Bulle.
Le fabricant de montres de luxe Rolex crée une nouvelle usine à Bulle, qui doit entrer en service en 2029 et employer plus de 2 000 salariés. Cette opportunité crée aussi des défis pour la ville, en matière de mobilité, logement et formation.

## Culture et patrimoine

### Monuments
Le centre ancien possède quelques bâtiments intéressants qui ont survécu au grand incendie de 1805 :
- L'église Saint-Pierre-aux-Liens, reconstruite après l’incendie de la ville en 1812-1816, composée de vitraux d'Alexandre Cingria, orgues historiques d'Aloys Moser (1814-16) jouées par Nariné Simonian en 2001[20] et par Felix Mendelssohn en 1822, chemin de croix de Celestino Piatti (en)[21] ;
- La chapelle de Notre-Dame-de-Compassion ;
- Le café des Halles (ancienne halle couverte) ;
- Le Château, de style savoyard, construit dans la deuxième moitié du XIIIe siècle, siège de la préfecture.

### Lieux culturels
- Ébullition, centre culturel ayant investi l'ancien cinéma Lux, propose des événements principalement musicaux ;
- Le Musée gruérien met en valeur le patrimoine de la région : poyas (peintures de la montée à l'alpage), cloches et sonnailles, cuillères sculptées, armoires de mariage et mobilier décoré, vêtements, travail de la paille, objets de piété domestique. Il accorde également une attention particulière aux images et à la photographie : estampes, daguerréotypes, cartes postales, fonds photographiques locaux du XIXe et du XXe siècle, affiches et peintures.

### Manifestations
- Les Francomanias, en mai lors des 14 premières éditions, puis au début de septembre dès la 15e : festival suisse consacré à la chanson française ;
- La Corrida bulloise en novembre : course à pied populaire.
- Le Critérium de Bulle en juillet : course cycliste autour de la place du marché et de l'église.

### Personnalités
- Jean-Marc Berset (1960-), sportif en fauteuil roulant de niveau olympique.
- Jean-Joseph Crotti (1878-1958), peintre né à Bulle.
- Jean-Paul Glasson, ancien syndic et ancien conseiller national.
- Christina Liebherr, cavalière.
- Erhard Loretan, alpiniste né à Bulle en 1959.
- Catherine Mesot, Miss Suisse 1989/1990.
- Meinrad-Stéphane Morard, religieux dominicain né à Bulle en 1880.
- Jean-François Rime (1950-), conseiller national et industriel.
- Léon Savary (1895-1968), écrivain, journaliste, il s'établit à Bulle à la fin de sa vie.
- Géraldine Savary, ancienne Conseillère nationale de 2003 à 2007, conseillère aux États, vice-présidente du Parti socialiste, née à Bulle.
- Albert Schmidt (1913-1977), écrivain décédé à Bulle.
- Gaëlle Thalmann, joueuse de football née à Bulle en 1986.
- Victor Tissot, écrivain, journaliste, fondateur du Musée gruérien.
- Léon Verdelet, graveur.